# Dönme

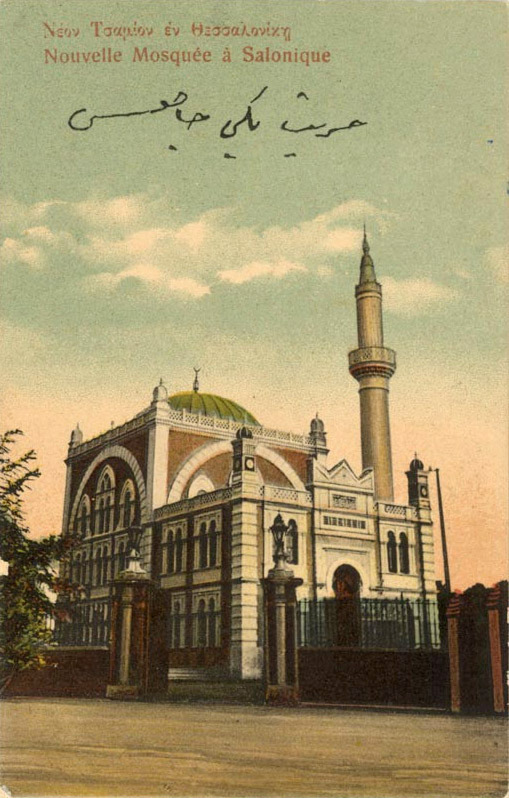
Nouvelle mosquée (Yeni Camii) pour les Dönme de Thessalonique, 1902-1912.

Les Dönme (prononcé [dœnmɛ]) ou sabbatéens sont des Juifs devenus musulmans au XVIIe siècle à la suite de la conversion en 1666 du kabbaliste Sabbataï Tsevi qu'ils considéraient comme le Messie. Ce groupe, bien que pratiquant extérieurement l'islam, a conservé des coutumes juives (crypto-judaïsme).
Adeptes de la Kabbale et du Zohar, lesquels affirment l'existence d'une loi, ou d'une interprétation de la loi, cachée et secrète, les sabbatéens ont interprété la conversion de leur chef à l'islam comme un commandement à pratiquer une religion cachée et secrète. Leur conversion à l'islam ou au christianisme fut volontaire, nourrie par une interprétation mystique particulière.
Dönme, qui signifie les « retournés » en turc, est le seul groupe sabbatéen encore actif, vivant en Turquie et également appelés Avdétis, les « ralliés » en turc.
Par ailleurs le mot sabbatéen peut aussi désigner soit d'autres groupes sortis du judaïsme comme les « frankistes » disciples de Jacob Frank, soit des groupes chrétiens orthodoxes qui y sont revenus : les sabbatéens russes.

## Terminologie
Le mot turc Dönme signifie retournement, et par extension converti. Une traduction littérale du mot dönmeh signifierait « vestes retournées », faisant ainsi allusion à l'apostasie de certains juifs, et de leur fausse conversion à l'islam . En turc ottoman, on employait également le terme Avdetî (de l'arabe عودة retour). En Turquie le terme se réfère plus spécifiquement au groupe de musulmans historiquement liés à Sabbataï Tsevi. Les termes Selânikli (Saloniciens), ou Sabbatéens (du nom de Sabbataï Tsevi, leur inspirateur) sont également utilisés. Les Dönme eux-mêmes préfèrent s'appeler (hébreu) Ma'amīnīm ou (turc) Mü'minler, les deux termes signifiant « les Croyants »,.

## Histoire

### Le messianisme de Sabbataï Tsevi et sa conversion à l'islam

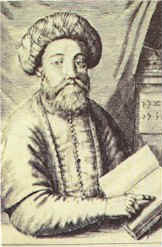
Sabbataï Tsevi – portrait par un témoin oculaire, Smyrne, 1666.

Sabbataï Tsevi, un Juif né à Smyrne (aujourd'hui Izmir, en Turquie) dans une famille respectable de commerçants du Péloponnèse probablement d'origine ashkénaze, se proclama le Messie attendu par les Juifs en 1648, à l'âge de 22 ans. Il s'appuyait sur une interprétation contestée du Zohar (un livre de mystique juive), selon laquelle l'année 1648 devait voir la rédemption du peuple juif. L'année 1663 est une année de bascule pour l'action de Sabbataï Tsevi. Jusqu'alors meneur d'un petit groupe suspect aux yeux des rabbins, il obtint à compter de cette année un retentissement croissant à travers le monde juif. En 1665, un de ses proches, Nathan de Gaza, annonça que l'année suivante verrait le début de l'ère messianique et que Sabbataï Tsevi ramènerait les dix tribus perdues d'Israël en Terre d'Israël (la Terre promise). L'exaltation religieuse atteignit son comble dans des masses juives souvent misérables, rêvant d'une libération et d'une vie transfigurée. À l'inverse, les autorités rabbiniques restaient généralement réticentes ou hostiles. 
En 1665, Sabbataï Tsevi fut reçu comme le Messie par les Juifs d'Alep, puis de Smyrne, sa ville natale. Son pouvoir sur les masses juives devenait immense. Il déposa le grand-rabbin de Smyrne, Aaron Lapapa, et le remplaça par Haïm Benveniste. Des rabbins se rallièrent.
Dénoncé aux autorités ottomanes par les responsables de la communauté juive locale comme étant un fauteur de troubles, Sabbataï Tsevi fut arrêté par les autorités ottomanes en 1666. En septembre 1666, pour sauver sa vie, il accepta de se convertir à l'islam sous le nom d'Aziz Mehmet Efendi. Sabbataï Tsevi eut par la suite une attitude ambigüe, justifiant sa conversion par un ordre divin, mais conservant certaines pratiques juives et kabbalistes qui lui vaudront finalement son exil par les autorités ottomanes à Ulcinj, une petite ville albanophone de l'actuel Monténégro, où il meurt seul en 1676.

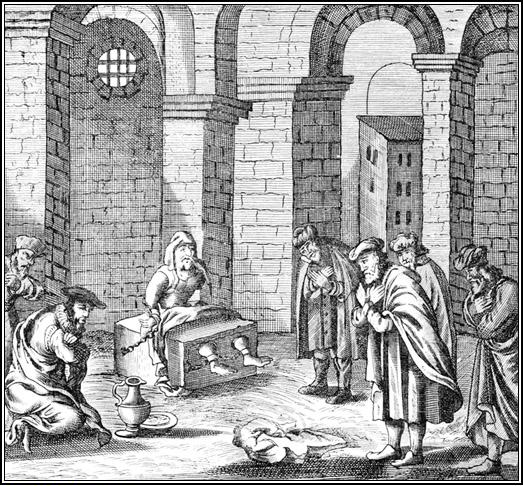
Sabbataï Tsevi, prisonnier à Abydos, et les Juifs le suivant lui rendant hommage. Gravure v. 1701.

Le choc à l'annonce de la conversion de Tsevi fut immense, et la déception fut à la hauteur de l'espoir indescriptible qu'il avait soulevé. Beaucoup attendirent quelque temps, pensant à un bref épisode. Mais progressivement, la plupart de ses fidèles abandonnèrent Sabbataï Tsevi. En Europe, les espoirs nés de la prédication de Sabbataï Tsevi n'avaient pas totalement disparu, et ce sont ces souvenirs qui expliquent la résurgence partielle du mouvement, dans l'Europe orientale du XVIIIe siècle, sous la conduite d'un nouveau messie auto-proclamé : Jacob Frank.
En Turquie, certains décidèrent de rester fidèles à Sabbataï Tsevi et le suivirent dans sa conversion, devenant ainsi des Dönme. Bien que Tsevi soit généralement présenté comme leur inspirateur, et qu'eux-mêmes le considèrent ainsi, il ne semble pas que Tsevi ait joué un rôle direct dans l'émergence du groupe.

### Un groupe distinct centré autour de Salonique

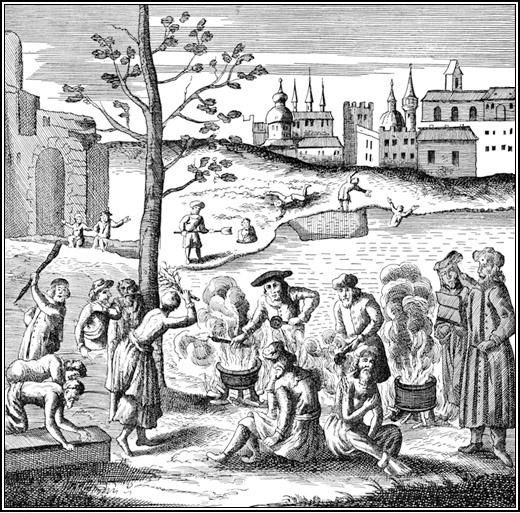
Les Juifs de Salonique font pénitence pour avoir suivi le pseudo-messie. Jewish Encyclopedia, 1901-1906.

À la suite de leur conversion, les Dönme ont quitté les communautés juives organisées et ont créé leurs propres communautés. « En 1676, la secte comptait environ deux cents familles, principalement à Edirne [Andrinople], mais également à Izmir, Bursa, et ailleurs. […]. Elle a crû en nombre grâce à de nouvelles conversions, principalement une conversion de masse en 1683 à Salonique, qui est alors devenu le plus grand centre dönme jusqu'à l'échange de population de 1924 entre la Turquie et la Grèce ». Cette prédominance de la ville dans l'histoire des sabbatéens jusqu'en 1924 explique qu'en turc moderne, ceux-ci soient encore souvent appelés Selânikli.
Le groupe a par la suite connu une lente augmentation démographique, largement par croissance interne. « Selon le voyageur Carsten Niebuhr, au total environ six cents familles dönme vivaient à Salonique en 1774 [soit sans doute 2 000 à 3 000 membres], croissant jusqu'à plus de dix mille personnes à la veille de la Première Guerre mondiale ». À cette date, ils auraient représenté un tiers de la population formellement musulmane de la ville. Des groupes moins importants vivaient à Constantinople ou Izmir.
Il y avait un double système de nom, en liaison avec la double identité du groupe. Le nom public était turc, le nom secret était juif, généralement d'origine séfarade.
À Salonique, bien que les Sabbatéens aient toujours maintenu un extérieur turc et musulman officiel, les différentes communautés sabbatéennes avaient un quartier spécifique qui leur était commun, situé entre les quartiers juifs et turcs. Si le quartier (et le cimetière) étaient communs aux différents groupes dönme, chacun de ceux-ci « avait sa propre maison de prière, appelée kahal, et sa propre école (avec le turc comme langue d'instruction) ».
Du fait de la vie dans un quartier spécifique de Salonique, l'altérité des Dönme, si elle n'était pas officielle, était connue de leur voisinage et des autorités. Le caractère secret et ambigu de la religion pratiquée entraînait des accusations plus ou moins récurrentes d'apostasies de la part des religieux juifs et musulmans, ainsi que divers soupçons comme celui de l'échangisme sexuel. Le nom même de Dönme, donné par l'environnement turc, indique que l'origine juive de ce groupe de « musulmans » n'était pas oubliée. Cette situation et ces soupçons n'ont cependant pas entraîné de grandes persécutions spécifiques.

### Scissions

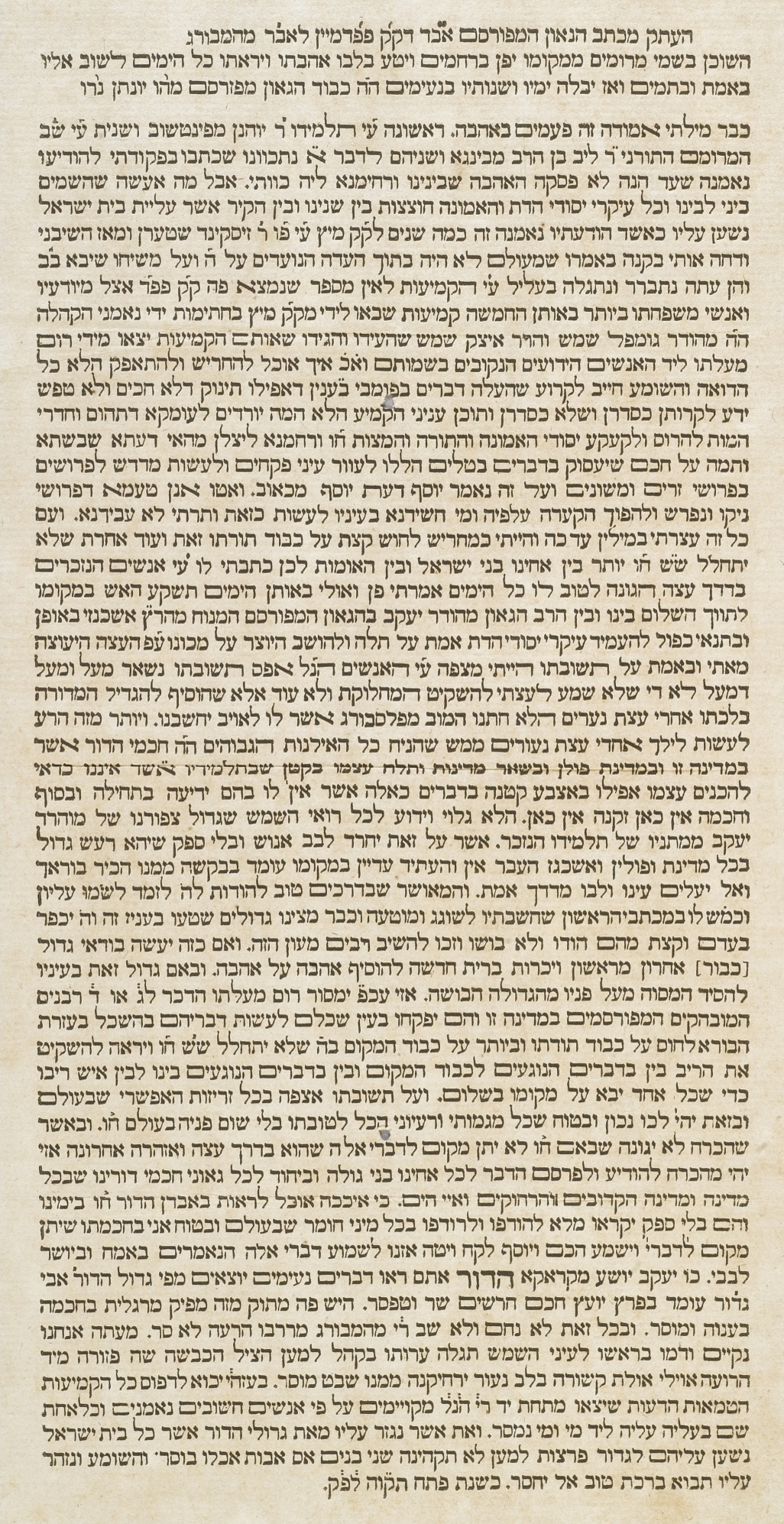
Mise en garde (Azharah Aharonah) de rabbi Jacob Joshua Falk contre le sabbatéisme de Jonathan Eybeschùtz, Amsterdam, 4 juin 1751 (11 Sivan 5511)

Les Dönme ne sont pas restés unifiés sur le plan religieux, et plusieurs groupes sont apparus à la suite de scissions.
On connaît au moins les İzmirli formé à Izmir, semble-t-il le groupe originel.
Plus tard apparaîtront les Yakubi, fondés par Jacob Querido (« le bien-aimé »), un successeur de Tsevi qui affirmait être la réincarnation de celui-ci. Un autre groupe est celui des Lehli, d'origine polonaise, qui vécurent en exil à Salonique (moderne Thessalonique, Grèce) et à Constantinople (moderne Istanbul).
On recense aussi, vers 1700, les Karakaşi, suivant l'enseignement d'Osman Baba (né Barukhiya Russo et converti à l'islam), un responsable qui proclamait lui aussi être la réincarnation de Tsevi. « Ils ont été plus radicaux et ont adopté un programme missionnaire, recrutant des membres en Allemagne, en Autriche et en Pologne ». Ce groupe aurait enseigné Jacob Frank, autre messie auto-proclamé, qui affirma plus tard avoir hérité de l'âme de Russo, et qui prêcha en Pologne au XVIIIe siècle. Les communautés d'Europe centrale et orientale deviendront les Frankistes, mouvement fondé par Jacob Frank, après avoir embrassé le sabbataïsme des Karakaşi[pas clair]. Ils ont feint d'intégrer le catholicisme par une fausse conversion afin de poursuivre leurs visées messianiques. Les frankistes finirent par s'intégrer ainsi dans la noblesse polonaise catholique, dont ils forment la branche « d'ascendance juive ».
On peut trouver des traces de descendants de Frankistes jusqu'à nos jours.
Les pratiques et croyances frankistes sont les plus extrêmes de toutes, et l'historien Gershom Scholem a montré qu'ils enseignaient en secret l'inversion totale de toutes les valeurs morales (mensonge, vol, meurtre, inceste…). C'est le concept de la Rédemption par le péché.

### Assimilation à partir duXIXesiècle
Dès la fin du XIXe siècle, la bonne intégration des Dönme à leur environnement turco-musulman (duquel ils ne se distinguaient extérieurement pas) a entraîné une augmentation des mariages mixtes. Le rythme de l'assimilation a été assez largement connecté au niveau social, les plus riches et les plus éduqués étant en même temps les plus laïcs, les mieux intégrés, et finalement les plus amenés à se marier à l'extérieur de la communauté.

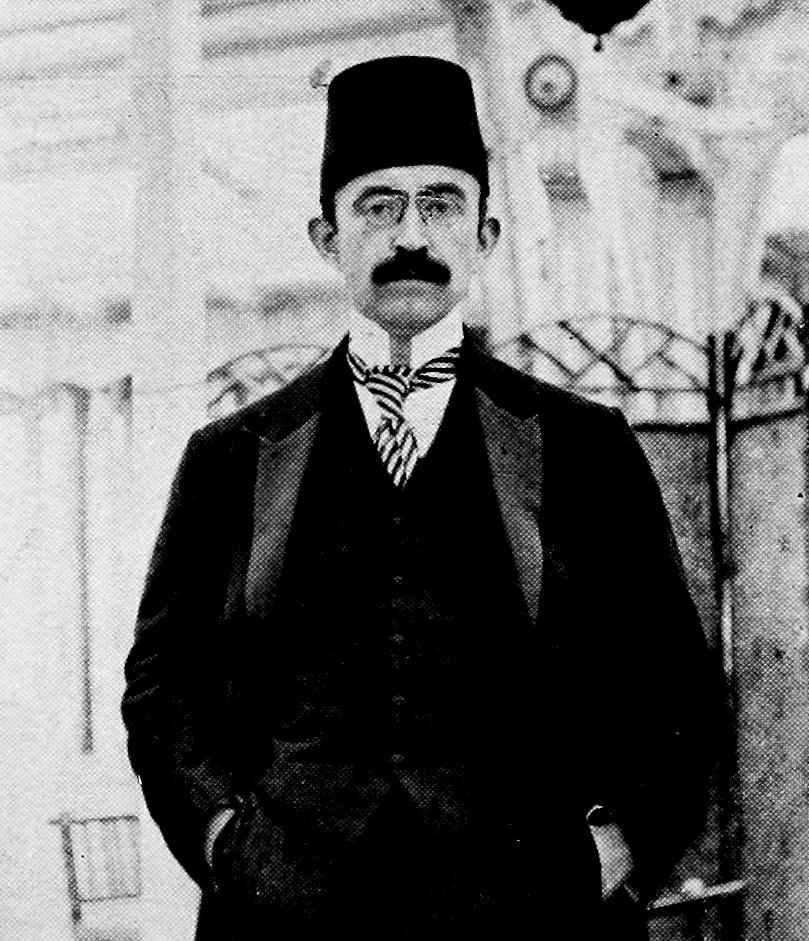
Le ministre Mehmet Djavid Bey, descendant de Barukhiya Russo (successeur de Tsvi), en 1918 (il sera pendu en 1926)

Les premiers à connaître ce phénomène, à la fin du XIXe siècle, ont été les İzmirli, parce qu'ils étaient aussi le groupe le plus riche et le mieux intégré. On trouve en effet parmi eux de grands marchands et des banquiers importants.
Les Yakubi formaient plutôt un classe moyenne d'employés, et les Karakaşi formaient le groupe le plus modeste, constitué d'artisans ou de porteurs. Ces deux groupes, plus repliés sur leur vie communautaire, ont mis plus longtemps à connaître le phénomène de l'assimilation.
Au XIXe siècle, beaucoup de Dönme, surtout chez les plus éduqués, ont entamé un processus d'européanisation culturelle, couplé à un rapprochement croissant avec les élites turques modernistes. C'est ainsi que certains s'engageront dans le mouvement nationaliste Jeunes-Turcs (formé en 1889, et largement basé à Salonique), puis après le succès de celui-ci en 1908, participeront au nouveau pouvoir pour établir une société laïque et progressiste. C'est ainsi que « Mehmet Djavid Bey, un descendant de Barukhiya Russo, atteignit le poste de ministre des Finances pendant le règne des Jeunes-Turcs ».
En 1900, lors de la construction de la mosquée-synagogue Yeni de Salonique, les Dönmeh comptent entre 10 000 et 15 000 personnes - un groupe fermé de personnes instruites et aisées, ayant une grande influence économique et politique.
En 1912, Salonique, ville à majorité juive, et où vivent des minorités grecques et turques d'égale importance (80 000 Juifs, 15 000 Turcs, 15 000 Grecs) est conquise par les Grecs. Certains Dönme, parmi les plus liés à la Turquie quittent alors la ville pour la Turquie, mais la majorité de la population reste sur place. 
En 1924, un vaste échange de population est organisé entre la Turquie et la Grèce, la Turquie expulsant sa minorité grecque, la Grèce expulsant sa minorité turque. Les Juifs ont pu rester à Salonique, mais les Dönme, formellement musulmans et déjà très assimilés aux Turcs, sont expulsés. Ils s'installent surtout à Izmir et Constantinople, où vivaient déjà des communautés moins importantes. « Cette migration a causé la décomposition de leurs institutions communautaires, et une assimilation grandissante à l'environnement musulman turc (y compris par mariages mixtes), réduisant considérablement la population Dönme ». L'absence d'un quartier autonome, même au sein des deux grandes villes à forte population sabbatéenne (Izmir et Constantinople) a accéléré le processus. Les mariages mixtes sont ainsi devenus communs à partir des années 1960.
L'un des chefs du complot d'assassinat contre le président Mustafa Kemal Pacha (Atatürk) à Izmir après l'établissement de la République turque était un Dönme nommé Mehmet Djavid Bey, membre fondateur du Comité union et progrès et ancien ministre des Finances de l'Empire ottoman,,. Condamné après une enquête gouvernementale, Djavid Bey est pendu le 26 août 1926 à Ankara.
Au cours du XXe siècle, la communauté a vécu une bonne intégration dans la nouvelle république turque, encore que des accusations régulières de crypto-judaïsme, de dissimulation et d'identité turque incertaine aient été lancées assez régulièrement contre elle, autant depuis certains milieux religieux musulmans que depuis certains milieux laïcs ultra-nationalistes. Quoique revenant régulièrement depuis 1919, ces polémiques émanant de mouvements radicaux ou de personnalités isolées n'ont pas entraîné de politiques anti-sabbatéennes. La faible visibilité des Dönme a certainement contribué à ce calme.
Eu égard à l'importance des mariages mixtes, la communauté apparaît aujourd'hui comme vouée à une rapide assimilation, et sa démographie chute. Selon une estimation considérée par certains comme optimiste, ils seraient en 2007 20 000, dont 10 000 Kapancı ou Kapani, 7 000 Karakaşi, et 3 000 Yakubi. Mais il n'est pas possible d'obtenir des chiffres exacts car les Sabbatéens n'existent pas officiellement et ils figurent comme musulmans dans les registres. Ces communautés ont donné plusieurs figures importantes à la vie sociale, culturelle et politique de la Turquie contemporaine.

### Organisation moderne des communautés sabbatéennes
Les activités des Sabbatéens se regroupent autour de quelques institutions à Istanbul. La mosquée Teşvikiye est utilisée pour la plupart des funérailles. Les enterrements s'effectuent au cimetière de Bülbülderesi au quartier d'Üsküdar, sur la rive asiatique. Chacun des trois groupes existant actuellement (Kapani, Karakaşi et Yakubi) possède un lot séparé dans ce cimetière. Les pierres tombales portent une inscription identique : « J'ai caché, je n'ai pas dit mon souci, je l'ai fait dormir », évoquant leur religion pratiquée en secret.

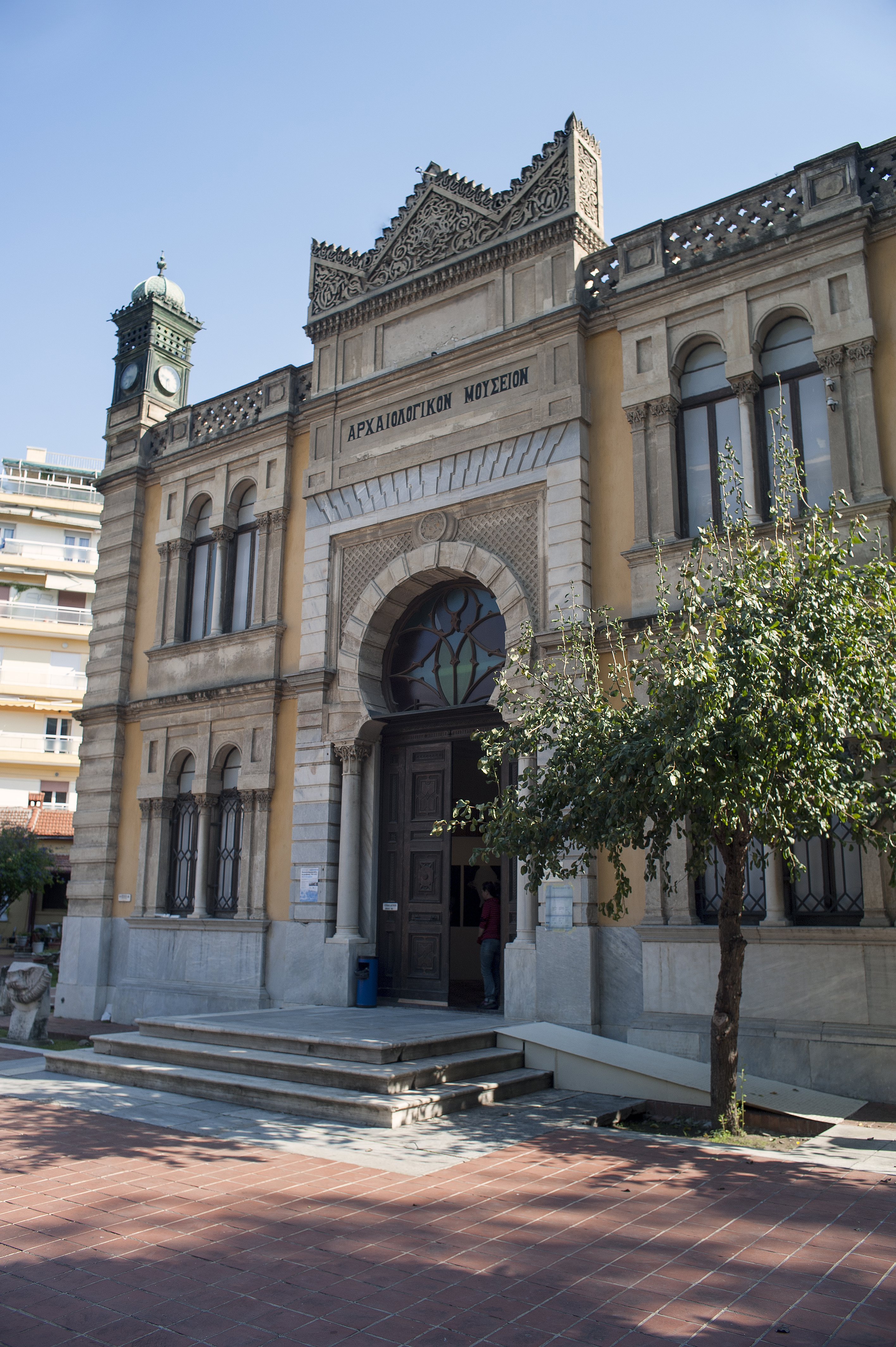
Extérieur de la mosquée Yeni (ex Archeological Museum), construite en 1902 par la communauté dönme sous l'empire ottoman, aujourd'hui centre d'exposition, Thessalonique

Les lycées Işık (Lumière) et Terakki (Progrès) ont été tous les deux fondés à Thessalonique au XIXe siècle puis déplacés à Constantinople après 1912. Ces écoles privées de grande renommée sont restées pendant des décennies presque exclusivement ouvertes aux membres de la communauté, mais depuis les années 1960, ces écoles ont perdu leur caractère communautaire en acceptant des non-sabbatéens comme élèves, bien que les conseils d'administration soient toujours formés par les membres de la communauté.
Il existe également dans le quartier Teşvikiye un temple qui s'appelle Ortaevi (la maison commune). Les religieux sabbatéens sont appelés Oğan. Il est de tradition de se tourner vers la mer au lever du soleil et réciter une prière qui commence par la formule en ladino « Sabbatai Tsevi, esperamos a ti » (« Sabbataï Tsevi, nous t'attendons »). Mais la pratique religieuse messianique est en nette diminution, limitée à un petit groupe de personnes âgées.
L'identité communautaire est maintenue surtout grâce aux liens familiaux. En raison de l'endogamie appliquée depuis 350 ans dans cette petite communauté, presque tous les Dönme sont liés entre eux. L'exogamie, marginale et rejetée au début du XXe siècle, est de plus en plus répandue parmi les jeunes, ce qui semble condamner ce groupe à la disparition à terme.
Le groupe préserve des traditions culinaires particulières. L'interdiction de consommer de la viande d'agneau pendant certaines périodes de l'année est la plus pratiquée. Cette interdiction est levée chaque année par la fête de l'agneau (ou la fête des quatre-cœurs).
Les sabbatéens occupent également une place importante dans la franc-maçonnerie turque, la première loge turque ayant d'ailleurs vu le jour à Thessalonique à la fin du XIXe siècle.
Le plus important temple sabbatéen de Thessalonique en Grèce, Yeni Djami (La Nouvelle Mosquée) bâtie en 1902, devenu un musée archéologique (1925), est utilisé aujourd'hui comme centre d'exposition.

### Identité publique
Pendant longtemps, les Dönme n'ont eu par principe aucune revendication publique d'une identité spécifique, qu'elle fût juive ou dönme. Cette situation a quelque peu évolué et les stricts principes issus de l'interprétation religieuse secrète et kabbaliste des sabbatéens se sont parfois affaiblis.
On peut donc voir apparaître à l'époque moderne une revendication publique chez certains. Ceux qui veulent aujourd'hui affirmer leur judaïté, ce qui n'est pas le cas de tous, ne sont pas acceptés par les communautés juives, du fait de leur conversion à l'islam et de leur pratiques « hérétiques ».

## Croyances
Pour les Dönme, la conversion de Tsevi a eu une signification religieuse particulière, plus spécifiquement une signification kabbaliste. La Kabbale est une tradition mystique juive qui se présente comme une « loi orale et secrète » complétant la Torah, et où le sens caché ou secret du message de Dieu doit être recherché. Dans cette optique, la pratique volontaire d'un niveau de religiosité plus ou moins secret (la pratique juive sous l'apparence musulmane) a pris un sens mystique. Conséquence de cette religion qui se veut secrète, les Dönme « sont restés entre eux, maintenant un secret absolu sur toutes leurs pratiques religieuses et leur comportement général. Notre connaissance des Dönme est donc assez limitée ».
Contrairement aux marranes espagnols, dont la religion juive était exclusive, et pour lesquels l'adhésion extérieure à la foi chrétienne était contrainte par la répression, les fondateurs de la secte ont volontairement adopté l'islam, considérant que le double rattachement au judaïsme et à l'islam était un commandement divin.
La religion qu'ils pratiquent a une apparence musulmane. Ils « suivent ostensiblement les prescriptions de l'islam, y compris le jeûne du Ramadan et prient dans les mosquées ». Néanmoins, il existe une strate religieuse, qui n'est dévoilée qu'au sein de la communauté, et où les pratiques juives sont toujours fondamentales, ainsi, « ils circoncissent leurs fils à l'âge de huit jours ». Leurs prières étaient dites en hébreu, plus tard en ladino. Ils s'éloignent sur certains points du judaïsme orthodoxe : ils ne veulent pas revenir au judaïsme officiel, reconnaissent Sabbataï Tsevi comme le Messie juif, ont des rituels spécifiques célébrant les événements importants dans la vie de Tsevi, et « travaillent les fêtes juives, pour impressionner les Turcs musulmans ».
D'après les informations qui ont commencé à filtrer à partir du XXe siècle, avec l'affaiblissement de la cohésion interne des sabbatéens, une des bases communes aux différents courants était les « huit commandements » attribués à Tsevi lui-même, doublant les Dix Commandements bibliques, et qui prescrivaient en particulier de suivre fidèlement les formes extérieures de la religiosité musulmane, de ne pas épouser des musulmans ou de lire tous les jours les psaumes en secret. Ces commandements visaient à mettre en forme la doctrine mystique et secrète de la secte, tout en lui permettant d'attendre le retour du Messie sans dissolution dans l'environnement musulman. Ces commandements auraient été respectés strictement jusqu'au début du XXe siècle, avant de reculer devant l'assimilation progressive du groupe dans son environnement turc.
Afin de conserver leur identité tant vis-à-vis des musulmans que des Juifs orthodoxes, les Dönme ne pratiquaient que l'endogamie et le mariage interne au groupe.
La « secte [est] fondamentalement révolutionnaire dans sa conception sociale, insistant sur l'égalité des hommes et des femmes, appliquant des méthodes pédagogiques avancées dans les écoles, et [à compter du XIXe siècle] est progressiste dans l'adoption de l'architecture et de la mode européenne moderne ». Ils ont en effet rapidement adopté les éléments séculaires de la modernité à la fin du XIXe et au début du XXe siècle. « Selon les mémoires d'Esen Eden, une résidente de Thessalonique, ils ont fumé des cigarettes parfumées au citron dans le jardin de leur villa moderne au bord de la mer, ont joué aux cartes sans fin et ont gardé les yeux sur les dernières tendances européennes. Leurs serviteurs étaient grecs, leurs meubles étaient français et allemands et leur cuisine était un mélange de haute cuisine ottomane traditionnelle et de cuisine séfarade traditionnelle, sans se soucier des lois diététiques du judaïsme ».
Il est certain que les premiers Dönme se considéraient comme Juifs, attendant le retour du Messie Sabbataï Tsevi. Avec le temps, leur autodéfinition est devenue plus ambiguë. Sans totalement rompre avec leur identité d'origine, ils se sont aussi considérés comme des Turcs à part entière, et ont ainsi joué un rôle dans le mouvement nationaliste des Jeunes-Turcs, au début du XXe siècle, ou dans le kémalisme. Les théories du complot des islamistes ont répandu de telles idées. L’Institut of sabateans studies d'Istanbul parle ainsi de « nos bien-aimés ancêtres qui nous ont quittés en nous laissant dans une grande confusion à propos de notre identité depuis de nombreux siècles ».
Eu égard au caractère secret de l'enseignement religieux du groupe, et à l'absence de revendication publique de toute altérité vis-à-vis de l'environnement turc et musulman, il est difficile de bien connaître la position des adeptes des trois derniers siècles sur ces questions d'identité. Marc Baer note que l'historiographie moderne (grecque, juive ou turque) considère généralement les sabbatéens comme des Juifs d'un type très particulier, mais lui-même les considère comme un groupe désormais à part, et note que « les Dönme n'ont pas fait l'objet d'une importante étude universitaire concernant le début du vingtième siècle dans la société ottomane ».

## Personnalités sabbatéennes
La dénonciation de personnes ou de familles en tant que Dönme fait partie intégrante de l'agitation antisémite turque. Les islamistes ont avancé une théorie du complot selon laquelle Atatürk était un Dönme afin de le diffamer parce qu'ils étaient contrariés par ses réformes, et ont créé de nombreuses autres théories du complot à son sujet.
Les Dönme ne revendiquant que rarement leur identité, leur identification est souvent problématique. Les personnalités ci-dessous ont été citées comme étant Dönme ou au moins d'origine Dönme, mais ces citations doivent être prises avec une certaine prudence, sachant qu'elles sont parfois polémiques, et en toute hypothèse difficiles à vérifier. C'est ainsi que Tansu Çiller, ancien Premier ministre turc, a été accusée par un journaliste de l'extrême-gauche nationaliste, İşçi Partisi, d'être une Dönme, sans preuve, et d'une façon clairement polémique et accusatoire.
Même quand l'origine sabbatéenne est certaine, l'appartenance actuelle ne peut généralement pas l'être, la personne pouvant avoir abandonné toute attache communautaire ou religieuse.
Appartenance (ou origine) certaine :
- Mehmet Cavit Bey, membre du Parti union et progrès, et ministre des finances du gouvernement Jeunes-Turcs[13] ;
- Doktor Nâzım, membre du Parti union et progrès[19] ;
- Hasan Tahsin, héros de la guerre gréco-turque de 1919-1922 ;
- Abdi İpekçi, journaliste assassiné par Mehmet Ali Ağca en 1979 ;
- İsmail Cem, ministre des Affaires étrangères de 1997 à 2002 ;
- Azra Erhat, linguiste et traductrice ;
- Coşkun Kırca, ministre des Affaires étrangères en 1995 ;